# لی جیانرو
لی جیانرو (انگلیسی: Li Jianrou؛ زادهٔ ۱۵ اوت ۱۹۸۶) اسکیت‌باز سرعت اهل چین است.